# Bernhard Friedrich von Eickstedt
Bernhard Friedrich von Eickstedt (* 3. Oktober 1731 in Warsin, Kreis Pyritz; † 27. Februar 1796 in Salzwedel) war ein preußischer Generalmajor.

## Leben

### Herkunft
Seine Eltern waren der Erbherr von Warsin Joachim Christoph von Eickstedt (* 1702; † 6. April 1790) und dessen erste Ehefrau Anna Marie, geborene von Lichten-Scholten († 16. September 1750).

### Militärkarriere
Am 13. August 1747 wurde Eickstedt Kadett in Berlin und kam am 12. Juni 1752 als Standartenjunker in das Kürassierregiment „von Bredow“. Dort wurde er am 12. Juni 1754 Kornett. Während des folgenden Siebenjährigen Krieges kämpfte Eickstedt in der Schlachten bei Lobositz, Roßbach, Leuthen, Zorndorf und Torgau. Am 9. März 1757 wurde er Leutnant, am 16. Mai 1760 Stabsrittmeister sowie am 12. Februar 1762 Rittmeister und Kompaniechef.
Nach dem Krieg dauerte es bis zum 22. September 1772, bis er zum Major befördert wurde. Eickstedt nahm 1778/79 am Bayerischen Erbfolgekrieg teil. Am 26. Mai 1783 wurde er Oberstleutnant, am 1. März 1786 Oberst und stieg am 9. Dezember 1788 zum Regimentskommandeur auf. Am 27. August 1790 erhielt er die Beförderung zum Generalmajor und am 30. Mai 1791 seine Demission mit einer Pension von 1000 Talern. Am 13. Juni 1791 erhielt er zudem die Erlaubnis, weiterhin die Uniform des Regiments tragen zu dürfen. Er starb am 27. Februar 1796 in Salzwedel.

### Familie
Eickstedt heiratete am 17. November 1767 Luise Sophie Friederike von Alvensleben (* 26. September 1745; † 18. April 1807) aus dem Haus Zichtau. Das Paar hatte mehrere Kinder, darunter:
- Friedrich Werner Scipio (* 26. September 1772; † 30. September 1855), Major a. D.

⚭ 3. Juni 1811 Sophie Maria Charlotte Jochmus (* 7. November 1785; † 28. November 1812)
⚭ 16. Oktober 1816 Henriette Wilhelmine Jander († 1878)
- Anna Hedwig (* 1780), Stiftsdame in Kloster Cammin ⚭ Dr. N.N. Fels
- Friderike Henriette Sophie (* 1784) ⚭ 1811 Georg Karl Friedrich von Schenk, Premierleutnant